# Xavi Escribano i Martínez
Xavi Escribano i Martínez   (Cerdanyola del Vallès) és un músic i productor musical català. A més de ser el bateria de grups com Malestar Social, The Anti-Patiks, Violets i Antilògic, l'any 2016 Escribano va fundar EM Estudi, un estudi de gravació a Terrassa on han enregistrat nombrosos grups catalans de punk rock com Blowfuse, Ratpenat, Les Buch, Batec, Panellet, Ratpenades, La Banda Trapera del Río, Groggy Rude, Família Fracàs, Guineu, Serpent o Pilseners, entre d'altres.